# La miel de los mudos y otros cuentos ticos de ciencia ficción
La miel de los mudos y otros cuentos ticos de ciencia ficción es una antología de cuentos de ciencia ficción escritos por el historiador costarricense Iván Molina Jiménez.

## Cuentos
- Febrero 2034
- Craks
- Hazaña presidencial
- Los peregrinos del mar
- La miel de los mudos
- Finales
- Premiere
- Despedida
- Algodón de azúcar
- Catarata

- Datos: Q2891320